# Drmanovići
Drmanovići (Servisch cyrillisch Дрмановићи) is een plaats in de Servische gemeente Nova Varoš. De plaats telt 368 inwoners (2002).